# عايدة عبد العزيز
عايدة عبد العزيز (27 أكتوبر 1930 - 3 فبراير 2022)، هي ممثلة مصرية.

## عن حياتها
ولدت في 27 أكتوبر 1930 بقرية دملو التابعة لمركز بنها محافظة القليوبية. حصلت على دبلوم المعلمين عام 1956، وحصلت دبلوم من «المعهد العالي للفنون المسرحية» عام 1959، كما حصلت على دورة تدريبية في الحركة المسرحية والصوت من لندن، وعملت مدرسة بعد تخرجها في معهد المعلمات للفنون بالمسرح المدرسي، وزارة التربية والتعليم ومشرفة على تدريب الفرق المسرحية بالمدارس، ثم اتجهت إلى الإذاعة كممثلة، وكان أول أعمالها أوبريت «يوم القيامة»، على المسرح الغنائي عام 1961، في عام 1962 سافرت إلى لندن مع زوجها الفنان المخرج المسرحي أحمد عبد الحليم لإستكمال دراسته العليا في التمثيل والإخراج وعادت عام 1967 واستأنفت نشاطها بمسارح الدولة، وقدمت مسرحيات دائرة الطباشير، النجاة عام 1996، ملك يبحث عن وظيفه، طائر البحر لتشيكوف، عام 1979 ، المهاجر للكاتب جورج شحادة، لعبة السلطان، السيرك الدولي، الست هدى، عام 1996، تم تكريمها في مهرجان المسرح التجريبي في شهر سبتمبر 1996. وأول أعمالها السينمائية كان فيلم صراع الأبطال للمخرج توفيق صالح عام 1962. ومن أشهر أعمالها في السينما أفلام؛ علي ورق سيلوفان، خرج ولم يعد، النمر والأنثى، ومن أشهر أعمالها في التليفزيون مسلسلات؛ زينب والعرش، المرايا، هالة والدراويش، ضمير أبلة حكمت، غاضبون وغاضبات، محمد رسول الله إلى العالم.

## أعمالها

### أفلام
| - الحرامي والعبيط:2013-أم صلاح - هليوبوليس:2010-ڤيرا - بدون رقابة:2009 - خلطة فوزية:2009-أم فوزية - حسن طيارة:2008-والدة حسن - أيام الخادمة أحلام:2005-توحيده - بحب السيما:2004-أم نعمات - الواد محروس بتاع الوزير:1999-اعتماد | - حائط البطولات:1998-جولدا مائير - عفاريت الأسفلت:1996-تفيدة - كشف المستور:1994-الشيخة وفاء المغربي - بوابة إبليس:1993-الهانم نضال - سوبر ماركت:1990-والدة رمزي - النمر والأنثى:1987-عدلات - سكة سفر:1987-رتيبة - الداية أم زغلول - رجل قتله الحب:1986-زوجة علوان | - شارع السد:1986 - شهد الملكة:1985-رئيفة الناجي زوجة محمد أنور - خرج ولم يعد:1984-سنية - الثعالب الصغيرة:1980-ألفت - امرأة قتلها الحب:1978-حفيظة - رحلة داخل امرأة:1978-سيدة بالرحلة - دعاء المظلومين:1977-المعلمة ظريفة - شوق:1976-زوجة سلامة | - على ورق سيلوفان:1975-ليلى - زوجة أحمد - الظلال في الجانب الآخر:1974 - امرأة عاشقة:1974-العاهرة - رغبات ممنوعة:1972-شوق - فجر الإسلام:1971 - من عظماء الإسلام:1970 - يوميات نائب في الأرياف:1969-زوجة المأمور - صراع الأبطال:1962 |

### مسلسلات
| - دهشة:2014-سكن - خيبر:2013-أم شاس بن قيس -ضيفة شرف - موجة حارة:2013-الخضرة الشناوية (والدة حمادة) - بنات x بنات:2012 - سقوط الخلافة:2010-بورتينال - ملكة في المنفي:2010-السلطانة ملك - فتيات صغيرات:2009 - قاتل بلا أجر:2009-العمة إحسان - ورق التوت:2009 - السماح:2008 - العيادة (ج1، 2):2008، 2009-أم صلاح - لسانك حصانك:2008 - نفق الشيطان:2008 - حاسبوا منه:2007 - امرأة من الصعيد الجواني:2006 - على باب مصر:2006-أم علي - ضيفة شرف - نصر السماء:2006 - الكلام المباح:2005 - أحلام في البوابة:2005-ضيفة شرف - زهور شتويه:2005 - عواصف النساء:2005 - ينابيع العشق:2005 - أشرار وطيبين:2004 - قلب النهار:2004 - قيود بلا قضبان:2004 - بياع المواويل:2003 - شمس يوم جديد:2003 - كناريا وشركاه:2003 - الرمال:2002 | - الهـودج:2002-مدللة - أحلام و سنابل:2002 - أما بعد:2002-رجاء - همام وبنت السلطان:2002 - الأماني المرة (أستغفر الله):2001 - الصورة:2000 - الغالب والمغلوب:2000 - الفرار من الحب:2000-دهب أم زكريا - دنيا عجب:2000 - نساء في الغربة:2000 - الابن الضال:1999 - الجذور:1999 - الخديعة:1999 - الشهاب:1999 - القطار الأخير:1999-دولت هانم - اللعبة:1999 - حلم العمر كله:1999 - دمعة على خد الزمن:1999 - طيور الحب:1999 - نهار وليل:1999 - أم العروسة:1998-أم جلال - أوراق مصرية (ج1، 2):1998، 2002-حسنه النجعاوي - طيور النورس:1998 - عيون الحب:1998-عفاف - كعب داير:1998 - كلام في كلام:1998 - من كل بيت حكاية:1998 - نون النسوة:1998 - ومنين أجيب ناس:1998 | - بريء في ورطة:1997-نظيرة - وجاري البحث عن شحته:1997-مهلبية - الحفار:1996-مس ليز - الضحايا:1996 - أمواج لا تصل إلى شاطئ:1996-أمينة - أنا وزوجتي والنصاب:1996 - بريق في السحاب:1996 - رابعة تعود:1996-ضيفة شرف - قلوب حائرة:1996 - الستات ما يعملوش كده:1995-نجيبة - عظمة يا ست:1995-ضيفة الحلقات - أيام المنيرة:1994-علية - هالة والدراويش:1994 - يوميات ونيس (ج1، 6 ،7، 8):1994، 2009، 2010، 2013-أمينة هانم - غاضبون وغاضبات:1993 - لعبة الفنجري:1993-زينة هانم - محمد رسول الله إلى العالم:1993-أم جميل - مذكرات شوشو:1993 - قشتمر:1993 - الخطر:1991 - العودة:1991 - ضمير أبلة حكمت:1991-زاهية - البعض يتسلّق الهرم:1990 - الرحلة:1989-زوجة محمود الهواري - امرأة في دوامة:1989 - الساقية تدور:1987-زكية - صائمون والله أعلم:1987 - الجوارح:1986-ضيفة شرف - الذئب الأزرق:1986-خديجة زوجة قيماز | - المكتوب على الجبين:1986-لطيفة - سنوات الضحك والدموع:1986-ظاظا - برديس:1985-وجيدة رمزي - علاء الدين أبو الشامات:1985 - الزير سالم:1984 - رحلة المليون:1984-نعمت - غريب على الطريق:1984 - وعاد الحنين:1984-شفيقة أبو نصير - صبرا آل ياسر:1983 - نهاية العالم ليست غدًا:1983-ثريا الدمهوجي - شعراء المعلقات:1982 - بعثة الشهداء:1981 - حرب البسوس:1981 - وتفضلوا بقبول الحب:1981 - الإمام مالك:1980-أم مالك - الحلوة:1980-سعدية أم الحلوة - أنف وثلاث عيون:1980-عزيزة - زينب والعرش:1980-خديجة عبد التواب السبع - طرفة بن العبد:1980-وردة - فارس الليل التائب ابن عروس:1979-عوافي - فرصة العمر:1976 - عذراء مكة:1961 - الضوء الأسود:-شوق - بعد الرحيل - جنة حتحوت - حكايات ساخنة - لمن أترك كل هذا - نادي الأصدقاء - هي عندما تحب |

### مسرحيات
| - جواز على ورقة طلاق:2003 - الست هدى:1996 - لعبة السلطان:1986- العباسة أخت الخليفة الرشيد - المهاجر:1982 | - طائر البحر:1979 - عودة الغائب:1978- جوكاستا - انتيجون | - دائرة الطباشير القوقازية - عودة الغائب - ولادك يا مصر |

### سهرة تليفزيونية
| - جواز سفر أمريكاني:2003- أم محمود - روايح:2001 - اللحظات الأخيرة:2000 - العين إللي صابت:1999 - اللص والخروف:1999- نظيرة | - الألبوم:1992 - رصاصة في الظلام:1991 - أبناء الغربة:1990 - آخر شقاوة:1978 - الأستاذ:- زينات | - الرجل المناسب - الشيخ شيخة - الكنة - أبناء الغربة - أجراس الأمل | - بيت الأصول - ثم تأتي الحقيقة محزنة - حذاء السيد قشطة - طلقة في الظلام - وتقبلي حبي واعتذاري |

### مسلسل إذاعي
| - الحائر ممنون وتابعه ميمون:2011 - رعد السماء:1976 - السيل:-رابحة - العودة - المسيرة الطاهرة | - أريد أن أقتلك يا حبيبتي - أغرب القضايا:-قضية "أوسكار" - سلاكة أبو سر باتع - عاشق الروح - عريس بنتي | - غربة الحب - فرسان الحب والحرب - قدر ومكتوب - مدرسة الحب - مدرسة الزوجات |

### أخرى
- فيلم قصير:جونيا:2019
- فيلم قصير:حصالة:2014
- برنامج:بين الحقيقة والخيال:1984
- تمثيلية:الناس لبعض:1983
- سباعية:نساء في شعاع النبوة:1980-أم حكيم
- تمثيلية:الخروج من الشرنقة
- برنامج:من الحياة:-(عسرانه) في حلقه (إغتيال البراءة)

## روابط خارجية
- عايدة عبد العزيز على موقع الدهليز
- عايدة عبد العزيز على موقع قاعدة بيانات الأفلام العربية